# 2012-es GP2 magyar nagydíj
A 2012-es GP2 magyar nagydíj volt a 2012-es GP2-szezon kilencedik versenye, amelyet 2012. július 28. és július 29. között rendeztek meg a magyarországi Hungaroringen, Mogyoródon, a 2012-es Formula–1 magyar nagydíj betétfutamaként.

## Időmérő
| Helyezés | Rajtszám | Versenyző           | Csapat                  | Idő      | Rajthely |
| -------- | -------- | ------------------- | ----------------------- | -------- | -------- |
| 1        | 26       | Max Chilton         | Marussia Carlin         | 1:28.980 | 1        |
| 2        | 9        | James Calado        | Lotus GP                | 1:29.003 | 4[†]     |
| 3        | 3        | Davide Valsecchi    | DAMS                    | 1:29.034 | 2        |
| 4        | 8        | Jolyon Palmer       | iSport International    | 1:29.093 | 3        |
| 5        | 23       | Luiz Razia          | Arden International     | 1:29.177 | 5        |
| 6        | 12       | Giedo van der Garde | Caterham Racing         | 1:29.202 | 6        |
| 7        | 10       | Esteban Gutiérrez   | Lotus GP                | 1:29.248 | 7        |
| 8        | 5        | Fabio Leimer        | Racing Engineering      | 1:29.334 | 8        |
| 9        | 7        | Marcus Ericsson     | iSport International    | 1:29.345 | 9        |
| 10       | 1        | Johnny Cecotto, Jr. | Barwa Addax Team        | 1:29.367 | 10       |
| 11       | 2        | Josef Král          | Barwa Addax Team        | 1:29.472 | 11       |
| 12       | 6        | Nathanaël Berthon   | Racing Engineering      | 1:29.496 | 12       |
| 13       | 4        | Felipe Nasr         | DAMS                    | 1:29.574 | 13       |
| 14       | 15       | Fabio Onidi         | Scuderia Coloni         | 1:29.637 | 14       |
| 15       | 18       | Sergio Canamasas    | Venezuela GP Lazarus    | 1:29.666 | 15       |
| 16       | 25       | Nigel Melker        | Ocean Racing Technology | 1:29.717 | 16       |
| 17       | 27       | Rio Haryanto        | Marussia Carlin         | 1:29.786 | 17       |
| 18       | 24       | Víctor Guerin       | Ocean Racing Technology | 1:29.786 | 18       |
| 19       | 14       | Stefano Coletti     | Scuderia Coloni         | 1:29.906 | 19       |
| 20       | 16       | Stéphane Richelmi   | Trident Racing          | 1:30.027 | 20       |
| 21       | 11       | Rodolfo González    | Caterham Racing         | 1:30.201 | 21       |
| 22       | 17       | Julián Leal         | Trident Racing          | 1:30.202 | 22       |
| 23       | 20       | Ricardo Teixeira    | Rapax                   | 1:30.475 | 23       |
| 24       | 22       | Simon Trummer       | Arden International     | 1:30.655 | 24       |
| 25       | 21       | Daniël de Jong      | Rapax                   | 1:30.930 | 25       |
| 26       | 19       | Giancarlo Serenelli | Venezuela GP Lazarus    | 1:33.093 | 26       |

Megjegyzés:
- ↑ †:  ‑ James Calado 2 helyes rajtbüntetést kapott mert akadályozta Felipe Nasr-t a szabadedzésen.[1]

## Főverseny
| Helyezés | Rajtszám | Versenyző           | Csapat                  | Futott kör | Idő/Kiesés oka | Rajthely | Pont      |
| -------- | -------- | ------------------- | ----------------------- | ---------- | -------------- | -------- | --------- |
| 1        | 26       | Max Chilton         | Marussia Carlin         | 37         | 59:02.965      | 1        | 29 (25+4) |
| 2        | 3        | Davide Valsecchi    | DAMS                    | 37         | +0.628         | 2        | 20 (18+2) |
| 3        | 23       | Luiz Razia          | Arden International     | 37         | +1.538         | 5        | 15        |
| 4        | 9        | James Calado        | Lotus GP                | 37         | +4.090         | 4        | 12        |
| 5        | 12       | Giedo van der Garde | Caterham Racing         | 37         | +8.070         | 6        | 10        |
| 6        | 8        | Jolyon Palmer       | iSport International    | 37         | +10.805        | 3        | 8         |
| 7        | 6        | Nathanaël Berthon   | Racing Engineering      | 37         | +16.236        | 12       | 6         |
| 8        | 10       | Esteban Gutiérrez   | Lotus GP                | 37         | +16.826        | 7        | 4         |
| 9        | 5        | Fabio Leimer        | Racing Engineering      | 37         | +17.794        | 8        | 2         |
| 10       | 14       | Stefano Coletti     | Scuderia Coloni         | 37         | +19.176        | 19       | 1         |
| 11       | 15       | Fabio Onidi         | Scuderia Coloni         | 37         | +28.116        | 14       |           |
| 12       | 27       | Rio Haryanto        | Marussia Carlin         | 37         | +34.742        | 17       |           |
| 13       | 22       | Simon Trummer       | Arden International     | 37         | +35.069        | 24       |           |
| 14       | 25       | Nigel Melker        | Ocean Racing Technology | 37         | +35.458        | 16       |           |
| 15       | 21       | Daniël de Jong      | Rapax                   | 37         | +37.861        | 25       |           |
| 16       | 17       | Julián Leal         | Trident Racing          | 37         | +44.080        | 22       |           |
| 17       | 16       | Stéphane Richelmi   | Trident Racing          | 37         | +44.267        | 20       |           |
| 18       | 20       | Ricardo Teixeira    | Rapax                   | 37         | +59.576        | 23       |           |
| 19       | 7        | Marcus Ericsson     | iSport International    | 37         | +1:04.364      | 9        |           |
| 20       | 19       | Giancarlo Serenelli | Venezuela GP Lazarus    | 37         | +1:44.003      | 26       |           |
| 21       | 24       | Víctor Guerin       | Ocean Racing Technology | 36         | +1 kör         | 18       |           |
| 22       | 18       | Sergio Canamasas    | Venezuela GP Lazarus    | 36         | +1 kör         | 15       |           |
| 23       | 11       | Rodolfo González    | Caterham Racing         | 36         | +1 kör         | 21       |           |
| 24       | 2        | Josef Král          | Barwa Addax Team        | 34         | +3 kör         | 11       |           |
| 25       | 4        | Felipe Nasr         | DAMS                    | 33         | +4 kör         | 13       |           |
| Ki       | 1        | Johnny Cecotto, Jr. | Barwa Addax Team        | 4          |                | 10       |           |

## Sprintverseny
| Helyezés | Rajtszám | Versenyző           | Csapat                  | Futott kör | Idő/Kiesés oka | Rajthely | Pont      |
| -------- | -------- | ------------------- | ----------------------- | ---------- | -------------- | -------- | --------- |
| 1        | 10       | Esteban Gutiérrez   | Lotus GP                | 28         | 43:58.301      |          | 17 (15+2) |
| 2        | 6        | Nathanaël Berthon   | Racing Engineering      | 28         | +3.565         |          | 12        |
| 3        | 23       | Luiz Razia          | Arden International     | 28         | +15.733        |          | 10        |
| 4        | 3        | Davide Valsecchi    | DAMS                    | 28         | +29.352        |          | 8         |
| 5        | 8        | Jolyon Palmer       | iSport International    | 28         | +30.237        |          | 6         |
| 6        | 9        | James Calado        | Lotus GP                | 28         | +30.493        |          | 4         |
| 7        | 27       | Rio Haryanto        | Marussia Carlin         | 28         | +32.336        |          | 2         |
| 8        | 4        | Felipe Nasr         | DAMS                    | 28         | +33.578        |          | 1         |
| 9        | 14       | Stefano Coletti     | Scuderia Coloni         | 28         | +39.475        |          |           |
| 10       | 12       | Giedo van der Garde | Caterham Racing         | 28         | +41.928        |          |           |
| 11       | 26       | Max Chilton         | Marussia Carlin         | 28         | +44.868        |          |           |
| 12       | 18       | Sergio Canamasas    | Venezuela GP Lazarus    | 28         | +45.399        |          |           |
| 13       | 22       | Simon Trummer       | Arden International     | 28         | +45.417        |          |           |
| 14       | 5        | Fabio Leimer        | Racing Engineering      | 28         | +46.221        |          |           |
| 15       | 17       | Julián Leal         | Trident Racing          | 28         | +46.937        |          |           |
| 16       | 11       | Rodolfo González    | Caterham Racing         | 28         | +49.087        |          |           |
| 17       | 2        | Josef Král          | Barwa Addax Team        | 28         | +50.058        |          |           |
| 18       | 25       | Nigel Melker        | Ocean Racing Technology | 28         | +51.753        |          |           |
| 19       | 21       | Daniël de Jong      | Rapax                   | 28         | +54.037        |          |           |
| 20       | 20       | Ricardo Teixeira    | Rapax                   | 28         | +54.870        |          |           |
| 21       | 16       | Stéphane Richelmi   | Trident Racing          | 28         | +55.887        |          |           |
| 22       | 19       | Giancarlo Serenelli | Venezuela GP Lazarus    | 28         | +1:04.537      |          |           |
| 23       | 24       | Víctor Guerin       | Ocean Racing Technology | 28         | +1:09.900      |          |           |
| 24       | 15       | Fabio Onidi         | Scuderia Coloni         | 27         | +1 kör         |          |           |
| Ki       | 1        | Johnny Cecotto, Jr. | Barwa Addax Team        | 10         |                |          |           |
| Ki       | 7        | Marcus Ericsson     | iSport International    | 1          |                |          |           |